# Dalisodo
Dalisodo is een bestuurslaag in het regentschap Malang van de provincie Oost-Java, Indonesië. Dalisodo telt 6393 inwoners (volkstelling 2010).